# Doris Roberts
Doris May Roberts (St. Louis, 4 de novembro de 1925 — Los Angeles, 18 de abril de 2016) foi uma atriz norte-americana. Seu primeiro papel foi na série de televisão Studio One, em 1948. Ganhou o Emmy do Primetime de Melhor Atriz Coadjuvante em Série Cômica três anos consecutivos (2001, 2002 e 2003).

## Filmografia
- The Little Rascals Save the Day (2014)
- Aliens in the Attic (2009)
- Our House (2006, TV)
- Grandma's Boy (2006)
- Dickie Roberts: Former Child Star (2003)
- All Over the Guy (2001)
- Toy Story 2 (1999)
- A Mom for Christmas (1990)
- National Lampoon's Christmas Vacation (1989)
- Simple Justice (1989)
- Number One With a Bullet (1987)
- Love in the Present Tense (1986)
- Ordinary Heroes (1985)
- Angie (1979-1980)
- It Happened One Christmas (1977)
- Mary Hartman, Mary Hartman (1976-1978)
- Hester Street (1975)
- The Taking of Pelham One Two Three (1974)
- The Heartbreak Kid (1972)
- The Honeymoon Killers (1970)
- No Way to Treat a Lady (1968)